# Andrew Tibbs
Andrew Tibbs (1929-1991), de son vrai nom Melvin Andrew Grayson, est un chanteur de blues de rhythm and blues américain, né à Columbus dans l'Ohio et décédé à Chicago.

## Carrière
Andrew Tibbs, qui est le fils d'un révérend baptiste, fait son éducation musicale dans le gospel. En 1947, il est remarqué par le propriétaire du club le « Macomba Lounge », Leonard Chess. Quand celui-ci acquiert le label de musique indépendant Aristocrat Records, Tibbs devient un des éléments de base de la maison de disque.
En 1947, il enregistre son premier 78 tours, « Bilbo is Dead » en référence au décès de Theodor G. Bilbo, sénateur du Mississippi. Sous des dehors anodins, les paroles se félicitent de la mort de ce politicien ouvertement raciste et suprémaciste.
Tibbs poursuit sa carrière quand Aristocrat devient Chess Records, mais il enregistre surtout pour Savoy ou pour Peacock. 
En 1956, il forme un duo avec son frère Kenneth pour le label Atco. En 1965, il quitte définitivement le monde de la musique.

## Discographie

### Singles
- Bilbo Is Dead, Aristocrat

### Compilations
- The Chronological Andrew Tibbs 1947-1951 (Classics rhythm and blues series)